# Aprilia SL 750 Shiver
Die SL 750 Shiver ist ein unverkleidetes Motorrad des italienischen Motorradherstellers Aprilia. Das Naked Bike hat einen Zweizylindermotor und wurde von 2009 bis 2013 auch als „GT“-Version mit Teilverkleidung angeboten.
Besonders an der SL 750 Shiver ist das Ride-By-Wire-System, welches die Gaszufuhr über elektronisch gesteuerte Drosselklappen dosiert. Dies senkt den Kraftstoffverbrauch und verringert die Lastwechselreaktionen. Außerdem verfügt die Shiver über ein Elektronikpaket, welches unter anderem eine digitale Ganganzeige, Sensoren für Betriebs- und Außentemperatur, eine Verbrauchsanzeige und einen Schaltblitz beinhaltet. Die Shiver lässt sich in verschiedenen Modi fahren, die das Ansprechverhalten ändern. Im „Sport“-Modus reagiert die Shiver sehr direkt auf Gas-Befehle. Der „Touring“-Modus ist im Verhältnis weicher abgestimmt und der „Rain“-Modus verringert die Leistung zusätzlich um bis zu 25 %.

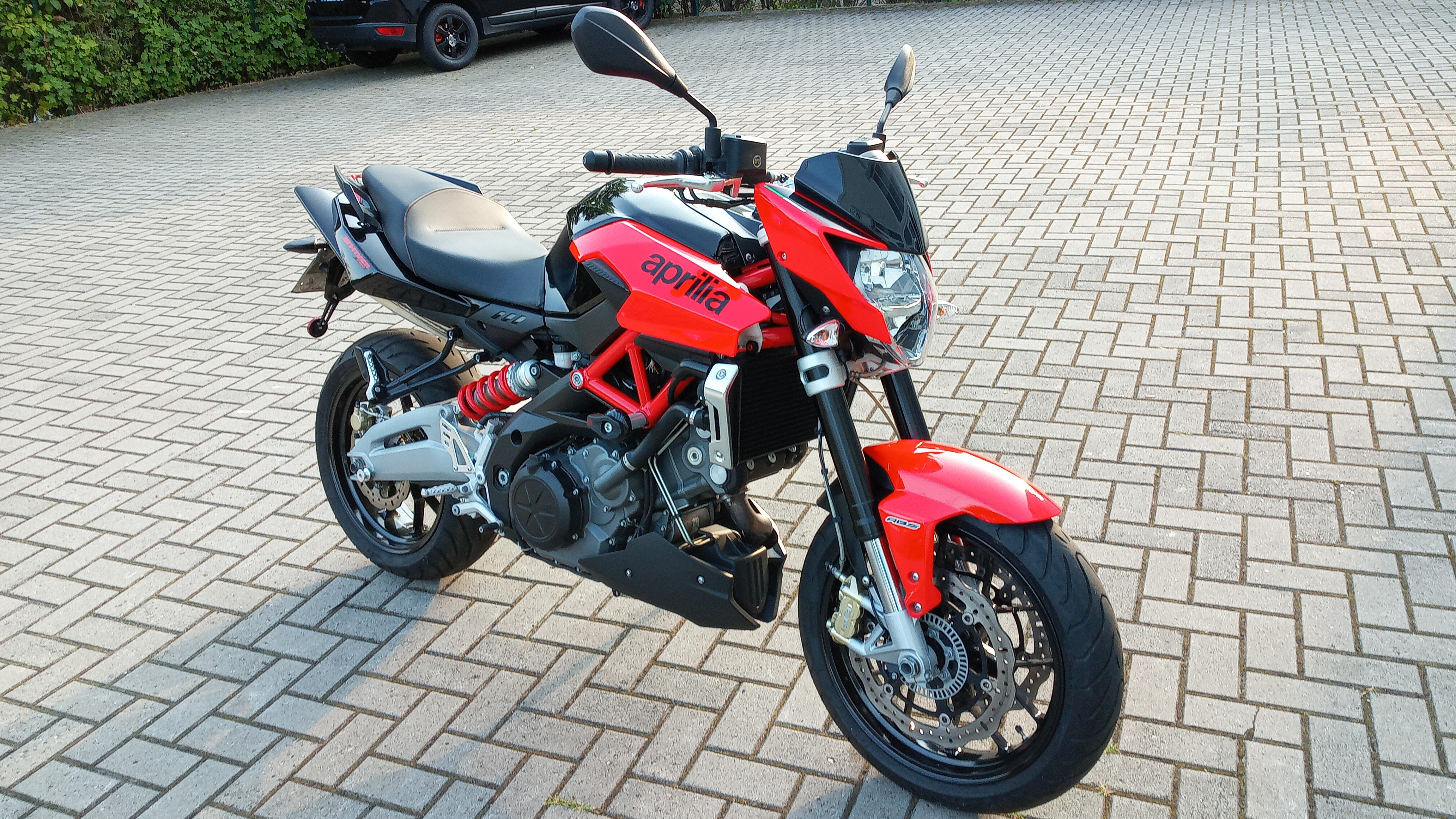
SL 750 Shiver nach Modellpflege

Im Jahr 2010 führte Aprilia eine Modellpflege durch. Dabei wurden unter anderem die Frontmaske inklusive Tachoverkleidung und die Sitzbank verändert, aber auch die Breite der hinteren Felge wurde auf 5,5" verringert, um die Agilität zu erhöhen. Die Fußrasten wurden höher gelegt um die Schräglagenfreiheit zu verbessern. Zudem befindet sich die Verbindung der Sozius-Fußrasten nicht mehr am Träger der Fahrer-Fußrasten, sondern ist separat mit dem Heck verbunden. Sie hat ein Leistungsgewicht von 2,21 kg/PS und beschleunigt von 0 auf 100 km/h in 3,9 Sekunden.
Die Shiver wird seit Ende 2008 optional mit einem Antiblockiersystem (ABS) angeboten. In der GT Version ist das ABS serienmäßig.

## Sonstiges
Die Shiver ist die Vorlage für die SMV 750 Dorsoduro, einer Supermoto deren Bauteile zu 65 % Bauteile von der SL 750 Shiver abstammen.

## Kritiken
„Mit spielerischer Handlichkeit zirkelt die Shiver durch Kurven, folgt Lenkimpulsen mit begeisternder Präzision. Bis zur Schräglagengrenze, die auch sportlicher Fahrweise durchaus genügt, fährt das Motorrad neutral, reagiert beim Bremsen bestenfalls mit leichtem Aufstellmoment.“

„Aprilia zeigt mit der aufwendigen SL 750 Shiver, wie hochwertig ein Mittelklasse-Motorrad sein kann. Überzeugend setzt sich das sparsame, leistungs- wie charakterstarke V2-Triebwerk in Szene. Bei der Abstimmung des Federbeins hatte man aber wohl nur leichtgewichtige Solisten vor Augen.“

„V2, 750 ccm, Mitteklasse! Langweilig? Sicher nicht! Die Shiver fährt sich einfach, macht aber trotzdem überall Spaß. Ein Spaßhobel für jede Gelegenheit.“

## Wartungshinweis
| Bezeichnung          | Angabe Hersteller |
| -------------------- | --- |
| Kraftstoff           | 95 ROZ, 85 MOZ (Super Bleifrei/Eurosuper)                                                                              |
| Verbrauch            | ca. 5 l/100 km |
| Tankvolumen          | 15 Liter (inkl. 3 Liter Reserve)                                                                                       |
| Bohrung              | 92,0 mm |
| Hub                  | 56,4 mm |
| Verdichtung          | 11,0 : 1 |
| Motoröl              | 3,2 Liter SAE 15W-50, min. API SJ/CCMC G4/ACEA A3-04/JA-SO MA Spezifikation                                            |
| Kühlflüssigkeit      | 1,8 Liter silikatfreie Kühlflüssigkeit, min. CUNA 956-16 Spezifikation                                                 |
| Zündkerze            | CR7EKB 0.6 ÷ 0.7 mm, 5 kOhm                                                                                            |
| Ritzel/Kettenrad     | 16/44 Zähne |
| Kette                | 108 oder 112, je nach Bauart                                                                                           |
| Bereifung vorne      | 120/70 ZR17M/C (58W) (2.3 bar)                                                                                         |
| Bereifung hinten     | 180/55 ZR17" (73W) or 190/50 ZR17" (73W) (2.5 bar)                                                                     |
| Fahrwerk             | Upside-down-Gabel Ø 43 mm (vorne) je nach Baujahr von Showa, Marzocchi oder Sachs, Zentralfederbein von Sachs (hinten) |
| Gabelöl pro Holm     | 535 ml SAE 5W |
| Gewicht (fahrbereit) | 210 kg |
| Maximale Zuladung    | 190 kg |